# Colmar
Colmar (Colmer in alsaziano, Kolmer in tedesco) è una città della Francia di 68 294 abitanti capoluogo del dipartimento dell'Alto Reno nella regione Grand Est.
I suoi abitanti vengono chiamati in francese Colmariens (uomini) e Colmariennes (donne).

## Geografia fisica
Colmar si trova ai piedi del massiccio dei Vosgi. È la terza città dell'Alsazia e la seconda del dipartimento dell'Alto Reno, dopo Mulhouse.
Colmar, benché situata in una zona di clima semi-continentale (come il resto dell'Alsazia, della Lorena e della Franca Contea) è la città più secca della Francia. La media delle precipitazioni è di 53 cm (530 mm) all'anno, anche se va notato che spesso viene registrata una piovosità superiore. In effetti, alcuni dati si basano sulle cifre fornite da Météo-France, che sono in realtà quelle rilevate alla base aerea di Colmar-Meyenheim, distante una ventina di chilometri e soprattutto situata ai piedi dei Vosgi. Questo fenomeno si deve al fatto che Colmar è situata ai piedi della parte più alta dei Vosgi: le nuvole, bloccate dalle creste dei monti, riversano la maggior parte della loro acqua sul versante della Lorena, lasciando Colmar a secco.

## Storia
Colmar (dal latino columbarium), antica città libera del Sacro Romano Impero, figura tra le dieci città della Decapoli d'Alsazia. Divenne francese nel 1648 a seguito del Trattato di Vestfalia. Nel 1789, contava 11 000 abitanti.

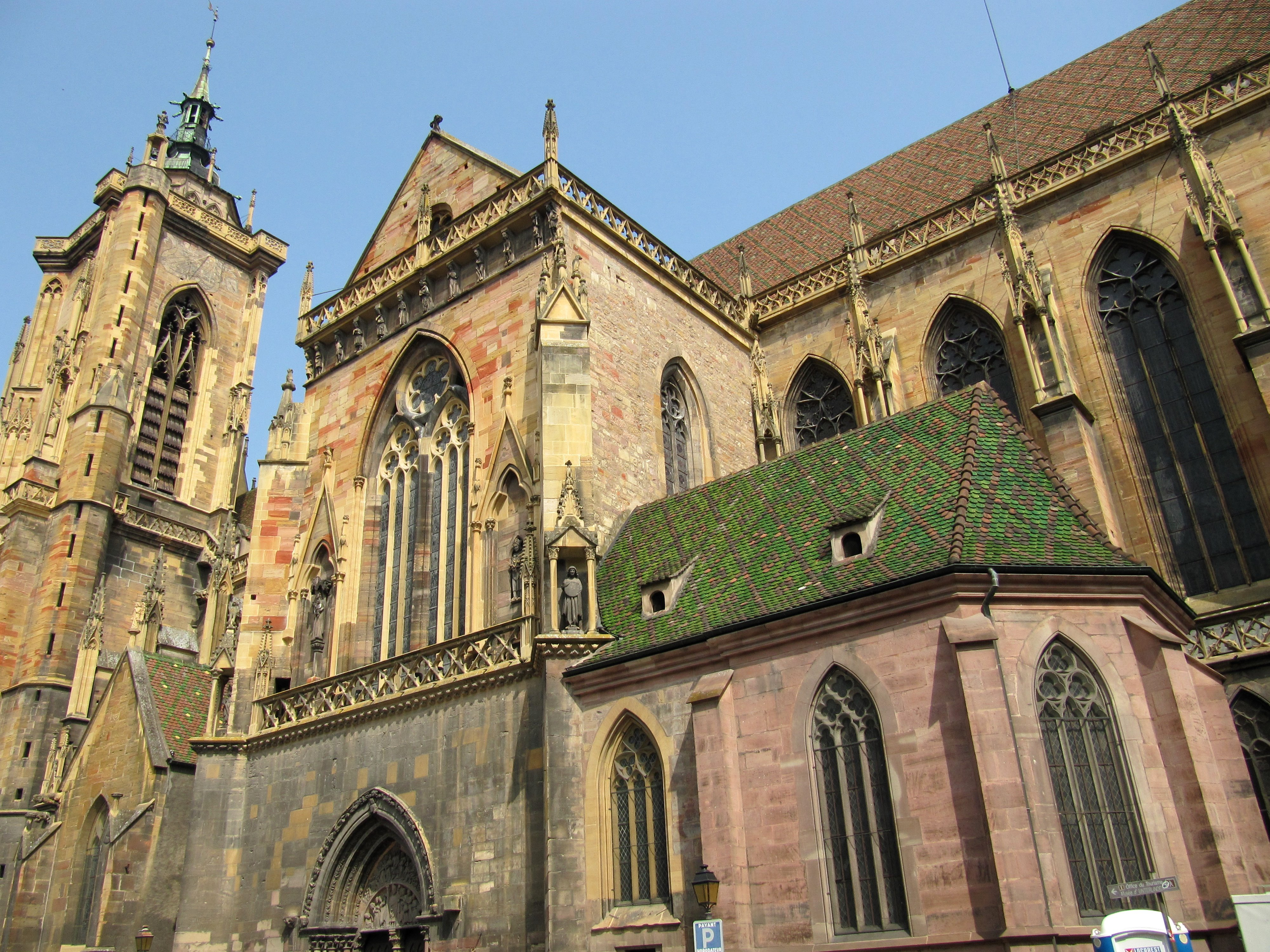
Collegiata di San Martino

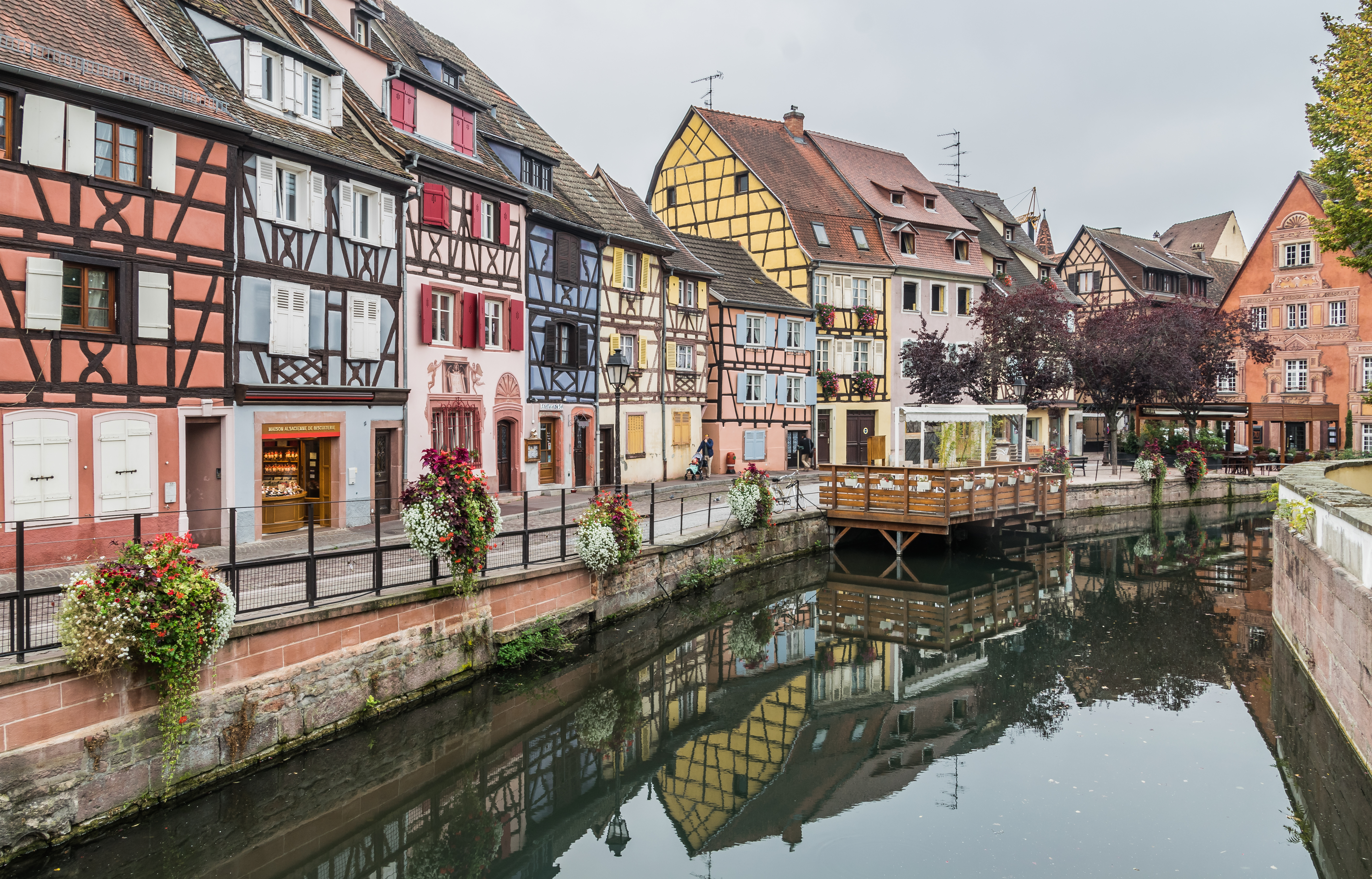
Piccola Venezia

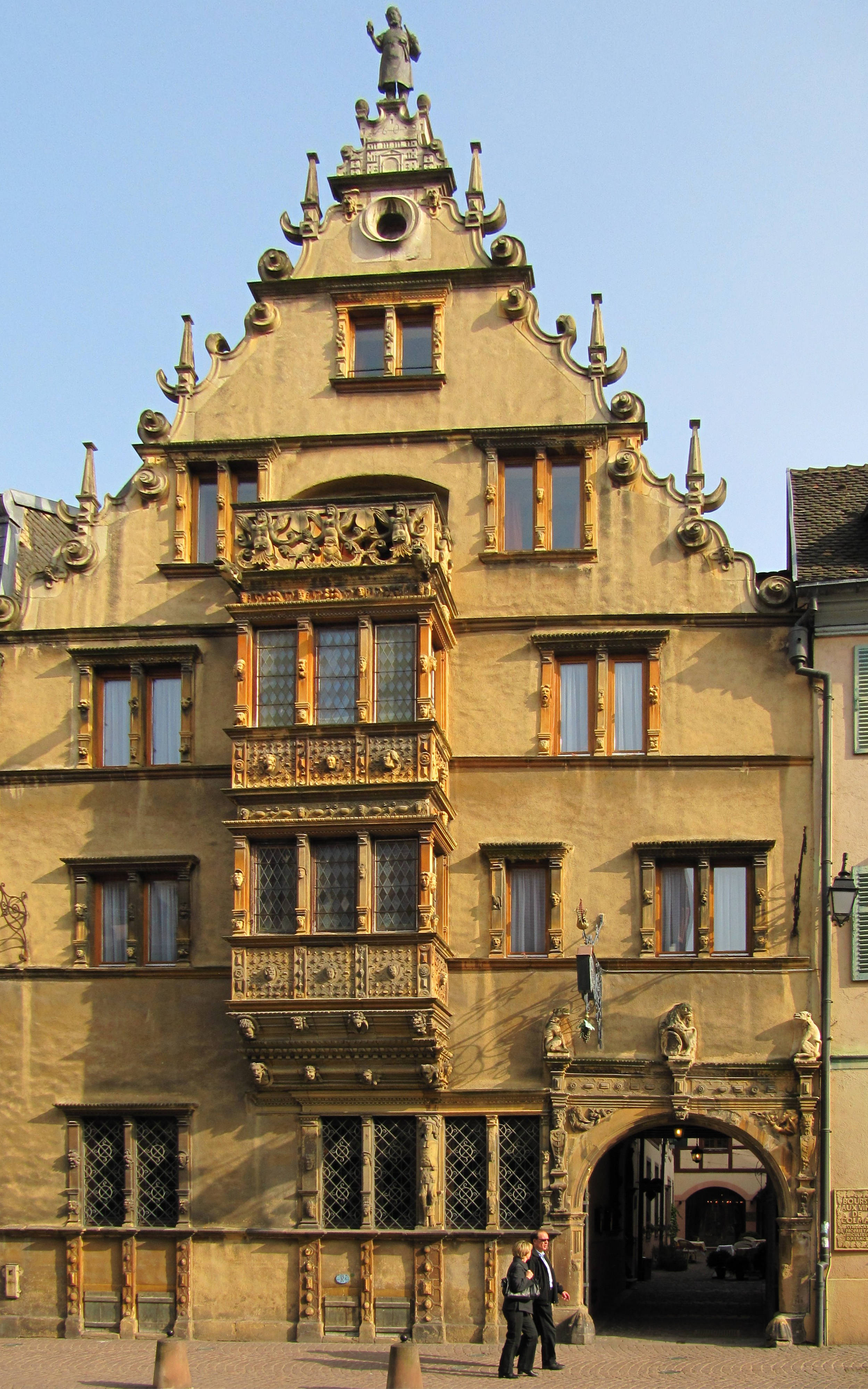
Casa delle Teste

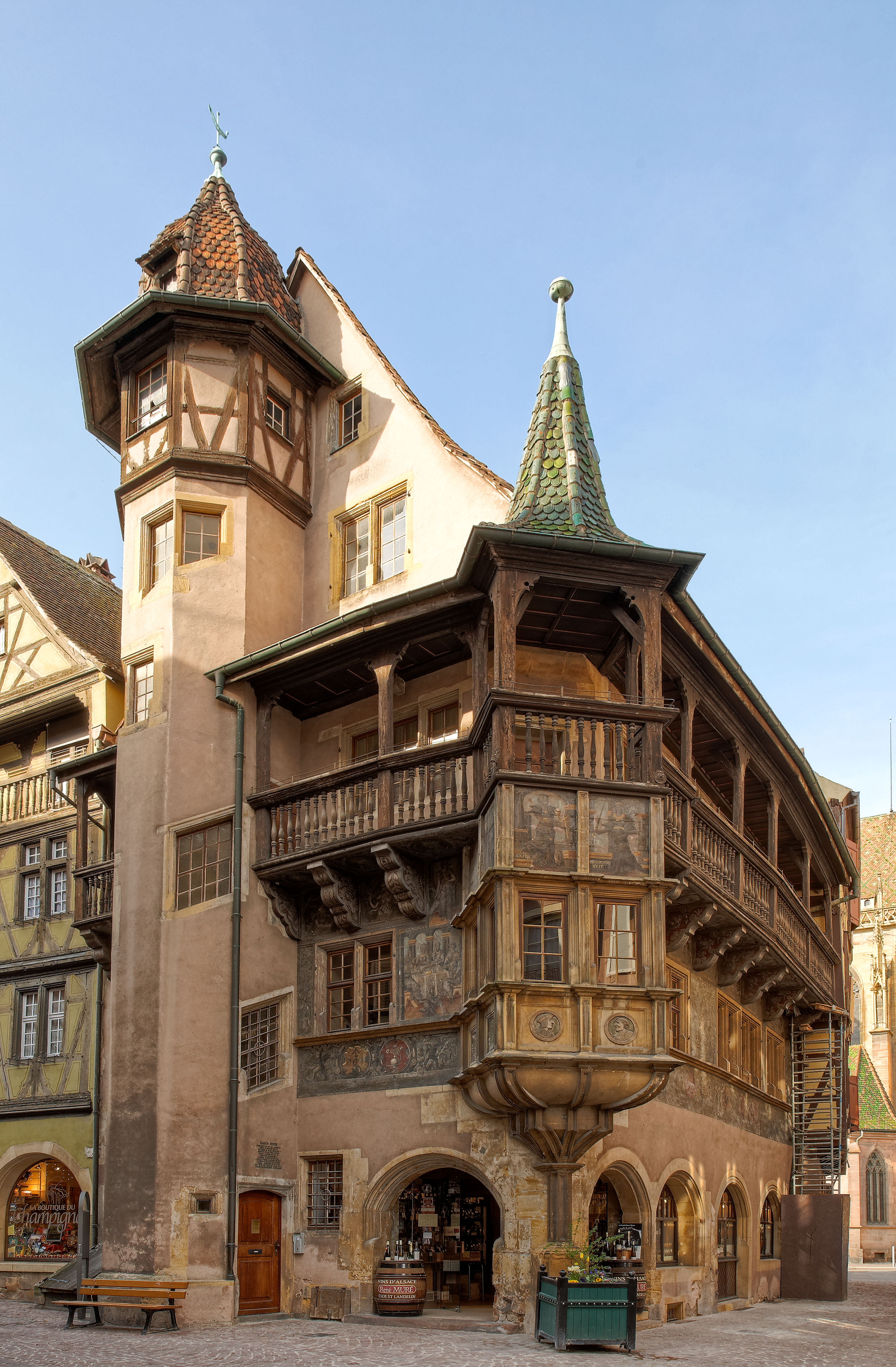
Casa Pfister

Dopo l'annessione all'Impero tedesco, successiva al Trattato di Francoforte (10 maggio 1871), divenne il capoluogo del distretto dell'Alta Alsazia, all'interno del Reichsland dell'Alsazia-Lorena, e rimase tale fino alla firma del Trattato di Versailles (28 giugno 1919) che mise fine alla prima guerra mondiale.
Colmar rimase francese fino al 1940, con l'annessione dell'Alsazia al Terzo Reich durante la seconda guerra mondiale. Il 2 febbraio 1945, Colmar fu l'ultima città alsaziana ad essere liberata dall'occupazione tedesca, dopo una lunga resistenza della sacca di Colmar.

## Monumenti e luoghi d'interesse
La città è un vero complesso urbanistico medievale con un centro caratterizzato dall'architettura a graticcio alsaziana con molti edifici degni di attenzione.

### Architetture religiose
- Collegiata di San Martino, comunemente detta Cattedrale di San Martino (perché con la costituzione civile del clero decisa con la rivoluzione francese divenne cattedrale di un vescovo costituzionale non riconosciuto da Roma) in Place de la Cathedrale, è uno dei più importanti esempi dell'Architettura gotica della regione. È un ampio edificio in stile gotico, eretto a partire dal 1237 su progetto dell'architetto Guglielmo di Marburgo e terminato verso il 1365-66.

### Architetture civili
- Vecchia Dogana, Ancien Douane (o Koifhus), che sorge sulla piazza omonima, è uno degli edifici emblematici della città, risalente al 1480.
- Casa Pfister, tipico edificio cittadino eretto nel 1537 con due belle facciate ad angolo ornate di affreschi e balconate in legno.
- Petite Venise, Piccola Venezia, è il pittoresco e famoso quartiere con innumerevoli costruzioni a graticci dai colori vivaci a bordo dell'acqua.
- Musée d'Unterlinden, che si trova all'interno del Monastero delle Domenicane, ospita tra gli altri capolavori, un tesoro dell'arte religiosa occidentale, l'Altare di Issenheim di Mathias Grünewald (notissima la Resurrezione, nei pannelli centrali), oltre ad un insieme eccezionale di dipinti di pittori renani (Hans Stock, Martin Schongauer, Lucas Cranach il Vecchio, Hans Holbein il Vecchio).
- Copia della Statua della Libertà, alta 12 metri,  realizzata nel 2004 e posta all'entrata settentrionale della città, in onore allo scultore cittadino Auguste Bartholdi che la progettò, e la realizzò insieme a Gustave Eiffel.
- Fontana Schwendi, fontana adornata con una statua di Bartholdi.

## Clima
| Colmar              | Mesi | Mesi | Mesi | Mesi | Mesi | Mesi | Mesi | Mesi | Mesi | Mesi | Mesi | Mesi | Stagioni | Stagioni | Stagioni | Stagioni | Anno |
| Colmar              | Gen  | Feb  | Mar  | Apr  | Mag  | Giu  | Lug  | Ago  | Set  | Ott  | Nov  | Dic  | Inv      | Pri      | Est      | Aut      | Anno |
| ------------------- | ---- | ---- | ---- | ---- | ---- | ---- | ---- | ---- | ---- | ---- | ---- | ---- | -------- | -------- | -------- | -------- | ---- |
| T. max. media (°C)  | 3,6  | 5,7  | 10,4 | 14,7 | 19,0 | 22,4 | 24,7 | 24,1 | 20,7 | 14,7 | 8,6  | 4,6  | 4,6      | 14,7     | 23,7     | 14,7     | 14,4 |
| T. min. media (°C)  | −0,9 | −0,5 | 1,7  | 4,6  | 8,5  | 11,8 | 13,4 | 13,1 | 10,3 | 6,2  | 2,2  | −0,6 | −0,7     | 4,9      | 12,8     | 6,2      | 5,8  |
| Precipitazioni (mm) | 38   | 31   | 32   | 43   | 64   | 74   | 63   | 74   | 53   | 37   | 54   | 32   | 101      | 139      | 211      | 144      | 595  |

## Società

### Evoluzione demografica
Abitanti censiti

## Cultura

### Eventi e manifestazioni

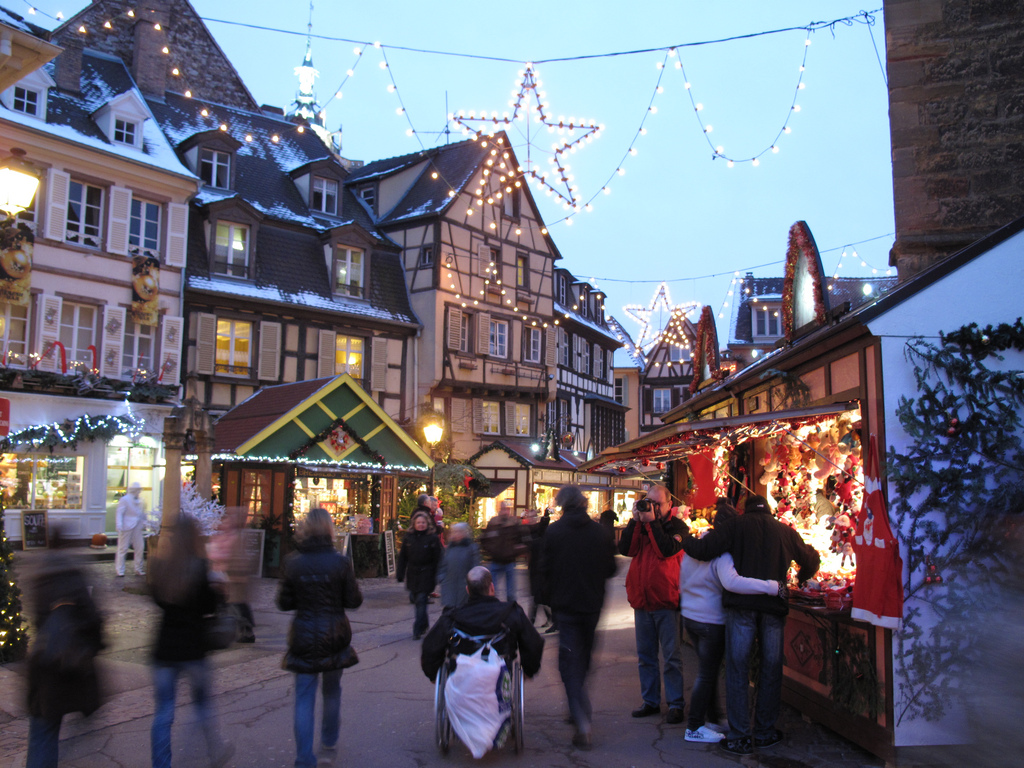
Mercatino di Natale

- Il Festival Internazionale di Colmar accoglie ogni estate interpreti illustri sotto la direzione di Vladimir Spivakov.
- La Foire aux vins (Fiera del vino), dedicata ai rinomati vini alsaziani, si svolge nelle prime due settimane di agosto.
- Marchés de Noel, i Mercatini di Natale. Durante tutto il periodo di dicembre il centro storico è animato da numerose bancarelle di artigianato e prodotti alimentari per il tipico mercatino natalizio alsaziano.

### Nei Media
Il paese è stato d'ispirazione per l'anime "Il Castello Errante Di Howl".

## Economia
- Elettromeccanica
- Componenti elettronici
- Industria farmaceutica

## Amministrazione
Colmar è capoluogo di due cantoni:
- Il cantone di Colmar-Nord è composto da una parte di Colmar (24 456 abitanti);
- Il cantone di Colmar-Sud è composto dalla parte restante di Colmar e dal comune di Sainte-Croix-en-Plaine (42 801 abitanti).

### Gemellaggi
- Abingdon-on-Thames
- Eisenstadt
- Győr
- Lucca
- Princeton
- Schongau
- Sint-Niklaas